# 梅勒 (上加龙省)
梅勒（法語：Melles，法語發音：[mɛl]）是法国上加龙省的一个市镇，属于圣戈当区。

## 地理
梅勒（42°52'5"N, 0°45'31"E）面积45.32 平方千米，位于法国奧克西塔尼大區上加龙省，该省份为法国西南部内陆省份，西南端与西班牙接壤，自此顺时针与上比利牛斯省、热尔省、塔恩-加龙省、塔恩省、奥德省和阿列日省接壤。
与梅勒接壤的市镇（或旧市镇、城区）包括：昂特拉、圣拉里、桑坦、卡内汉、布茨、福斯。

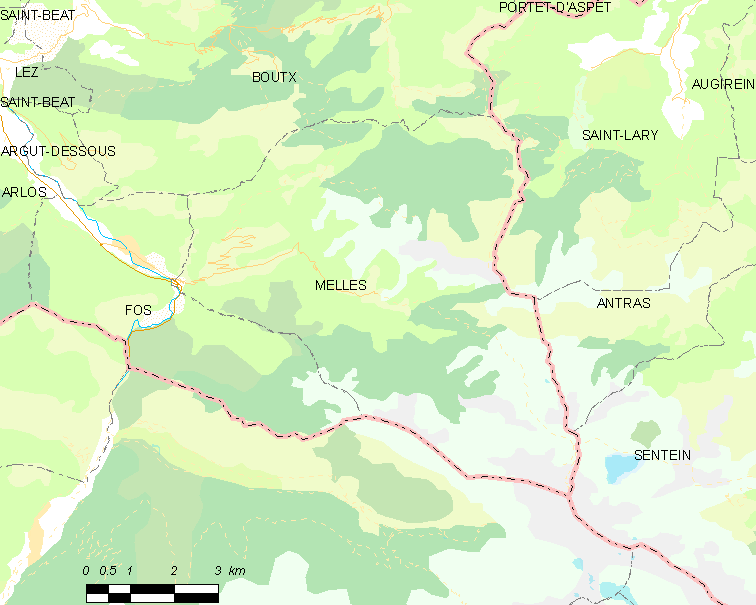
的OSM定位图

梅勒的时区为UTC+01:00、UTC+02:00（夏令时）。

## 行政
梅勒的邮政编码为31440，INSEE市镇编码为31337。

## 政治
梅勒所属的省级选区为巴涅尔德吕雄县。

## 人口

1962-2008年间人口变化图示

梅勒于2022年1月1日时的人口数量为85人。